# Yoandys Lescay
Yoandys Alberto Lescay Pardo (* 5. Januar 1994 in Las Tunas) ist ein kubanischer Sprinter, der sich auf die 400-Meter-Distanz spezialisiert hat.

## Sportliche Laufbahn
Erste internationale Erfahrungen sammelte Yoandys Lescay im Jahr 2012, als er bei den Juniorenweltmeisterschaften in Barcelona mit 21,27 s im Halbfinale im 200-Meter-Lauf ausschied. Im Jahr darauf belegte er mit der kubanischen 4-mal-400-Meter-Staffel bei den Zentralamerika- und Karibikmeisterschaften (CAC) in Morelia in 3:03,17 min den vierten Platz und wurde dann bei den Weltmeisterschaften in Moskau in der ersten Runde über 400 Meter disqualifiziert und verpasste mit der Staffel mit 3:04,26 min den Finaleinzug. Anschließend gewann er bei den Panamerikanischen Juniorenmeisterschaften in Medellín in 45,90 s die Silbermedaille über 400 Meter. Bei den IAAF World Relays 2014 auf den Bahamas belegte er in 3:00,61 min den fünften Platz in der 4-mal-400-Meter-Staffel und beim Panamerikanischen Sportfestival in Mexiko-Stadt gewann er in 45,54 s die Bronzemedaille über 400 Meter hinter dem Dominikaner Luguelín Santos und Allodin Fothergill aus Jamaika. Daraufhin gewann er bei den Zentralamerika- und Karibikspielen in Xalapa in 45,56 s die Silbermedaille hinter seinem Landsmann Raidel Acea und siegte mit der Staffel in 3:00,70 min. Bei den IAAF World Relays 2015 in Nassau wurde er in 3:03,73 min Zweiter im B-Lauf in der 4-mal-400-Meter-Staffel und mit der Staffel gewann er im Juli in 2:59,84 min gemeinsam mit William Collazo, Adrián Chacón und Osmaidel Pellicier die Silbermedaille bei den Panamerikanischen Spielen in Toronto. Anschließend belegte er bei den NACAC-Meisterschaften in San José in 45,62 s den vierten Platz im Einzelbewerb und gewann mit der Staffel in 3:01,22 min die Bronzemedaille hinter den Teams aus den Vereinigten Staaten und den Bahamas. Kurz darauf belegte er bei den Weltmeisterschaften in Peking in 3:03,05 min im Finale den siebten Platz mit der Staffel. Im Jahr darauf siegte er in 45,36 s bei den Ibero-Amerikanischen Meisterschaften in Rio de Janeiro über 400 Meter und wurde mit der Staffel disqualifiziert. Im August nahm er an den Olympischen Sommerspielen ebendort teil und schied dort mit 45,00 s im Halbfinale im Einzelbewerb aus und belegte mit der Staffel in 2:59,53 min im Finale den sechsten Platz.
Bei den IAAF World Relays 2017 in Nassau belegte er in 3:03,84 min den fünften Platz in der 4-mal-400-Meter-Staffel und im August schied er bei den Weltmeisterschaften in London mit 45,93 s in der ersten Runde über 400 Meter aus und belegte mit der Staffel in 3:01,10 min den sechsten Platz. Anschließend gewann er bei der Sommer-Universiade in Taipeh in 45,31 s die Silbermedaille über 400 Meter hinter dem Dominikaner Luguelín Santos. Im Jahr darauf gewann er bei den Zentralamerika- und Karibikspielen in Barranquilla in 45,38 s die Silbermedaille im Einzelbewerb hinter Santos und verteidigte mit der Staffel mit 3:03,87 min seinen Titel. Anschließend belegte er bei den NACAC-Meisterschaften in Toronto in 46,21 s den fünften Platz über 400 Meter und gewann mit der Staffel in 3:04,11 min gemeinsam mit Leandro Zamora, Adrián Chacón und Rubén Caballero die Bronzemedaille hinter den Teams aus den Vereinigten Staaten und den Bahamas. 2019 schied er bei den Panamerikanischen Spielen in Lima mit 46,60 s im Vorlauf über 400 Meter aus und belegte mit der Staffel in 3:05,87 min den fünften Platz. 2023 kam er bei den Zentralamerika- und Karibikspielen in San Salvador mit 51,38 s nicht über den Vorlauf über 400 Meter hinas und im Oktober wurde er bei den Panamerikanischen Spielen in Santiago de Chile in 3:21,20 min Vierter in der Mixed-Staffel.
In den Jahren 2013 und 2015 wurde Lescay kubanischer Meister im 200-Meter-Lauf sowie 2014, 2017 und 2023 über 400 Meter. Von 2013 bis 2015 sowie 2017 und 2023 wurde er Landesmeister in der 4-mal-400-Meter-Staffel und 2023 auch in der Mixed-Staffel.

## Persönliche Bestleistungen
- 200 Meter: 20,83 s (+0,5 m/s), 19. März 2014 in Havanna
- 400 Meter: 45,00 s, 13. August 2016 in Rio de Janeiro
  - 400 Meter (Halle): 46,93 s, 13. Februar 2018 in Sabadell